# Algemene Joodse Arbeidersbond
De Algemene Joodse Arbeidersbond in Litouwen, Polen en Rusland (Jiddisch: Algemeyner Yidisher Arbeter Bund in Lite, Poyln un Rusland, אַלגמײַנער ײדישער אַרבײטערסבונד אין ליטאַ, פוילין און רוסלאַנד, Russisch: Всеобщий еврейский рабочий союз в Литве, Польше и России), meestal kort "Bund" (בונד, Бунд) benoemd, was een marxistische Joodse politieke partij actief in verscheidene landen vanaf 1897. De partijorganisatie en haar aanhangers werden meestal vernietigd gedurende de Shoah, en er bleven daarna alleen maar kleine groepen bundisten in de diaspora over (in de VS, Canada en Australië bijvoorbeeld). De Bund was lid van de Tweede Internationale, hoewel haar linksradicale vleugel dichterbij voelde met de Komintern, en  blijft nu nog een geassocieerde organisatie binnen de Socialistische Internationale onder de naam Jewish Socialist Labour Bund.
In 1905 had de Bund ongeveer 35.000 leden in het hele Keizerrijk Rusland.
De Bund nam deel aan verscheidene verkiezingen zowel in Polen als in Litouwen en Letland gedurende de tussenoorlogse periode. 

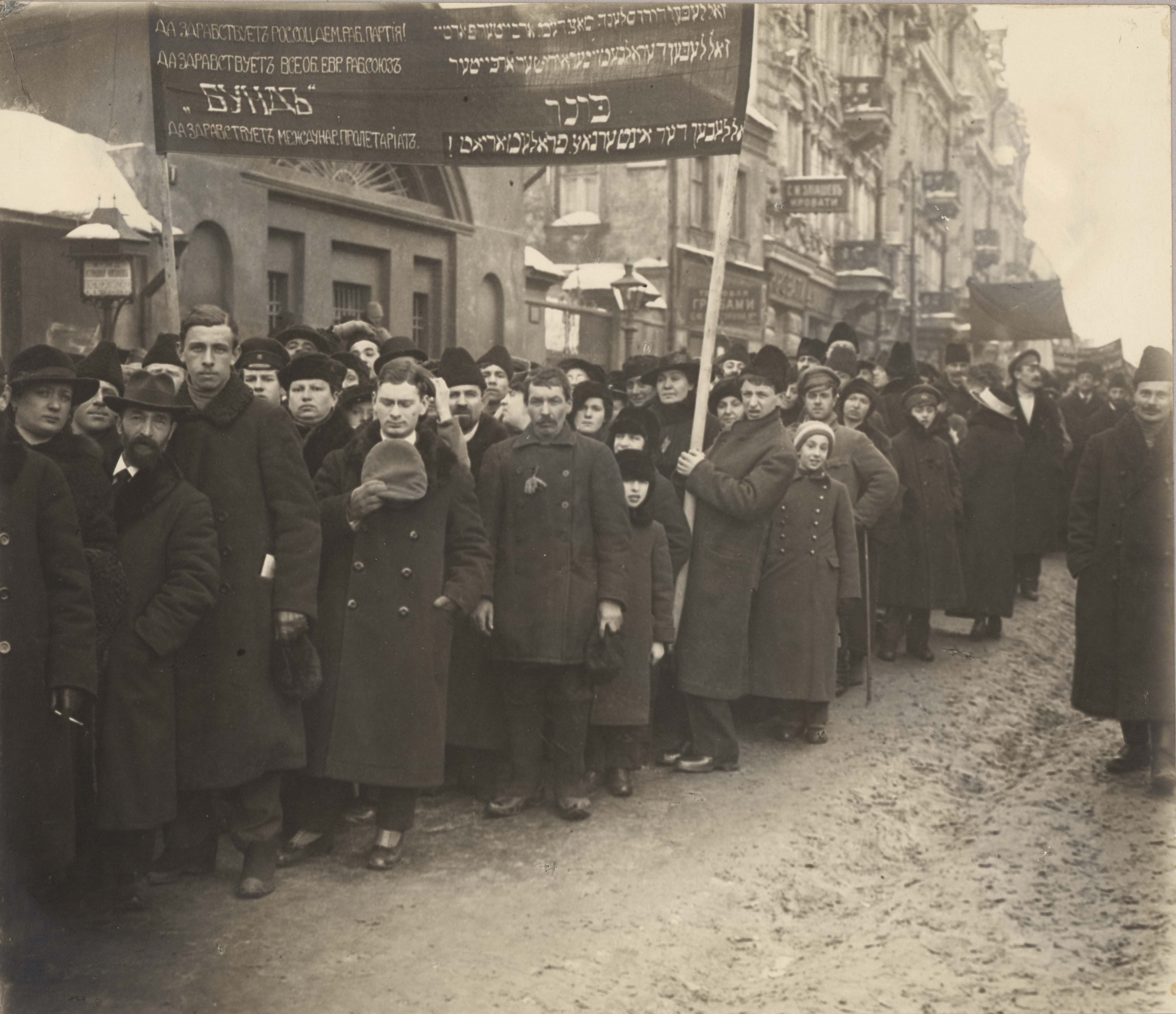
Een betoging van de Bund in 1917

## De Bund in Polen
Samenwerking met de (niet-marxistische) Poolse socialistische partij (PPS) was moeilijk wegens de strenge antisemitische overtuigingen van veel Poolse kiezers. De PPS vreesde een imago van "joodsvriendelijke partij" te krijgen en distantieerde zich van enige vorm van organisationele samenwerking met de Bund om potentiële kiezers niet te verliezen.
De voormalige PPS leider, Józef Piłsudski (1867-1935), in 1920 eerste president van de Republiek Polen geworden, tot 1922, dictator vanaf 1926 tot zijn dood in 1935, was nochtans duidelijk streng tegen antisemitisme gekant en voorstander van een inclusieve, niet racistische, Poolse nationalisme. In 1901 werd zelf een Joodse afdeling van de PPS opgericht, meestal om met de Bund te concurreren.
In de laatste plaatselijke verkiezingen vóór de bezetting van Polen door Duitsland en Sovjet-Unie in 1939 was de Bund de belangrijkste Joodse partij in Polen: in januari 1939, 17 uit 20 joodse verkozenen in de gemeenteraad van Warschau, 11 uit 17 in Łódź. Er bestond ook toen een begin van samenwerking tussen de Bund en de PPS, zonder gemeenschappelijke kieslijsten maar met wederzijdse oproepen om voor elkaars lijst te stemmen waar alleen maar een van de twee linkse partijen zich voorstelde. Als gevolg daarvan was er een linkse overwinning in Warschau, Łódź, Lwow, Piotrkow, Kraków, Białystok, Grodno, Vilnius en andere steden.

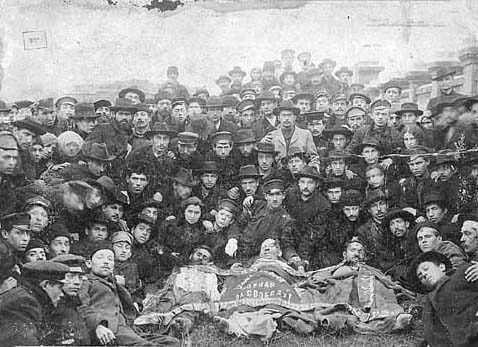
De Bund in Odessa bij de lichamen van hun gedode kameraden gedurende de Russische Revolutie van 1905.

Toch werd de Bund nooit in het Poolse parlement (Sejm) vertegenwoordigd waar andere Joodse partijen (zionisten, orthodoxen - Agudat Israel - of vrijzinnige liberalen - Folkspartei) zetels kregen ofwel in samenwerking met andere minderhedenspartijen (Oekraïners, Wit-Russen, Litouwers, Duitsers) ofwel in kartels tussen elkaar. Na haar succes voor de gemeenteraadsverkiezingen van december 1938 en januari 1939 hoopte de Bund uitstekende resultaten binnen te halen bij de in september geplande parlementsverkiezingen, maar op 1 september 1939 werd Polen aangevallen door nazi-Duitsland en op 17 september 1939 door de Sovjet-Unie. 
Een Bund-vertegenwoordiger was lid van de Poolse regering in ballingschap te Londen gedurende de Tweede Wereldoorlog en Bund activisten hadden een belangrijk deel aan de Opstand in het getto van Warschau, waaronder Marek Edelman, medestichter van de Joodse Gevechtsorganisatie.
In de naoorlogse verkiezingen van 1947 haalde de Bund de enige parlementszetel in haar Poolse geschiedenis dankzij een kartellijst met de PPS, plus enkele zetels in gemeenteraden. Een jaar later ontbonden haar leiders de partij, op "vrijwillige basis" onder de communistische dictatuur, onder protest van vele Bund-activisten waaronder Marek Edelman.
- Bibliothèque nationale de France: cb121362305 (data)
- Gemeinsame Normdatei: 5005966-X
- International Standard Name Identifier: 0000 0001 2315 5150
- Library of Congress Control Number: n50073279
- Nationale Bibliotheek van Tsjechië: kn20080314002
- Nationale bibliotheek van Australië: 35501328
- Nationale Bibliotheek van Israël: 987007395787805171
- LIBRIS: 137033
- Système universitaire de documentation: 029815754
- Virtual International Authority File: 160151924